# Багрянов, Иван
Иван Ивано́в Багря́нов (болг. Иван Иванов Багрянов; 17 октября 1891, Разградская область — 1 февраля 1945, София) — болгарский политический деятель, премьер-министр (1944).

## Биография
Родился в селе Хюсеин Баба теке (Воден), область Разград. Окончил Военное училище в Софии (1912). Служил в артиллерии, участвовал в Балканских войнах и Первой мировой войне, в 1919 году ушёл в отставку в чине майора. Был флигель-адъютантом царя Фердинанда I и наследника престола принца Бориса (будущего царя Бориса III). В течение многих лет входил в ближайшее окружение царя Бориса III. В начале 1920-х годов изучал право в Софийском университете, агрономические науки в Лейпциге и Вене. Затем управлял своим имением в Разграде, основал первое научно организованное земледельческое хозяйство в Болгарии — «Махзар паша». В 1938—1944 годах был председателем правления Союза землевладельцев.
В 1935 году он активно участвовал в установлении режима личной власти царя Бориса III. В 1938—1939 годах — депутат 24-го Обыкновенного Народного собрания; с 14 ноября 1938 по 4 февраля 1941 года — министр земледелия и государственных имуществ в третьем и четвёртом правительствах Георгия Кьосеиванова, а также в первом правительстве Богдана Филова, по инициативе которого и был уволен в отставку.

### Премьер-министр
С 1 июня по 2 сентября 1944 года — премьер-министр и, одновременно, с 1 по 12 июня — министр иностранных дел и вероисповеданий. Включил в состав правительства двух выдающихся болгарских учёных, ранее не занимавших министерских постов — хирурга Александра Станишева (министр внутренних дел) и литературоведа Михаила Арнаудова (министр народного просвещения). Однако в правительство входили и ультраправые политики, например, А. Сталийский.
В условиях военных поражений нацистской Германии, наступления Красной армии и высадки союзников в Нормандии, Багрянов старался маневрировать между прогерманской (сторонниками которой были главы МИД и МВД в его правительстве) и прозападной ориентациями. Пытался заключить перемирие с США и Великобританией с тем, чтобы вывести Болгарию из Второй мировой войны и не допустить вступления в страну советских войск, но потерпел неудачу; 26 августа 1944 года его правительство заявило о том, что Болгария, соблюдая полный нейтралитет, будет разоружать немецкие войска, которые вступят на её территорию. Также было принято решение о выводе болгарских оккупационных войск из югославской Македонии, которую они заняли в 1941 году. Но на объявление войны Германии Багрянов так и не решился, что привело к неудаче его внешнеполитического курса. В свою очередь, СССР обвинял его правительство в неискренности и в содействии нацистской Германии.
Во внутренней политике Багрянов пытался с помощью ряда инициатив (предложения амнистии просоветским партизанам и планы проведения аграрной реформы) договориться о компромиссе с партизанскими формированиями, но их лидеры отказались от диалога с новым премьером, расценив его политический курс как «демагогический». После этого репрессии в отношении партизан усилились. В последние дни своего существования правительство Багрянова приняло решение о отмене антисемитского законодательства (однако официально оно было отменено следующим кабинетом министров).
Правительство Багрянова было последним болгарским кабинетом министров, в состав которого входили сторонники режима скончавшегося в 1943 году царя Бориса III. Неудачи во внутренней и внешней политике привели к его отставке и замене на либеральное правительство Константина Муравиева, полностью ориентированного на США и Великобританию.

## Гибель
После прихода к власти в Болгарии просоветских сил в сентябре 1944 года был арестован. Приговорён к смерти так называемым «Народным судом» и расстрелян. Реабилитирован в 1996 году.